# Kościół św. Siostry Faustyny Kowalskiej w Strachocinie
Kościół św. Siostry Faustyny Kowalskiej w Strachocinie – katolicki kościół filialny zlokalizowany we wsi Strachocin w gminie Stargard, w powiecie stargardzkim (województwo zachodniopomorskie). Jest filią parafii Najświętszej Maryi Panny Królowej Świata w Stargardzie.

## Historia i architektura
Kościół jest budowlą salową, wybudowaną na rzucie prostokąta o wymiarach 20 × 11 m. Jego powstanie datuje się na XIII wiek. Górne partie ścian noszą ślady przemurowań. W zachodniej elewacji świątyni znajduje się trójuskokowy portal. Na jego lewym ościeżu umieszczony jest słabo widoczny murarski ryt w formie szachownicy, na prawym natomiast ryt w formie równoramiennego krzyża. W elewacji północnej znajduje się drugi portal, dwuuskokowy, w elewacji południowej wybito natomiast nowy, neogotycki portal. W ścianie wschodniej umieszczone są dwa ostrołukowe, neogotyckie okna z oculusem powyżej nich. Okna w ścianach, dwa w południowej i trzy w północnej, zostały przemurowane i mają neogotycki charakter.
Od czasów reformacji kościół był użytkowany przez luteran. Po 1945 roku kościół uległ dewastacji. Został odbudowany w latach 1994–2004 według projektu inż. Macieja Płotkowiaka. Odbudowany kościół został poświęcony jako świątynia katolicka przez biskupa Zygmunta Kamińskiego.
Wewnątrz kościoła, w ścianie wschodniej, umieszczona jest pełniąca funkcję tabernakulum nisza z trójkątnym zamknięciem. Znajdujący się dawniej w kościele barokowy ołtarz z początku XVIII wieku został po 1945 roku przeniesiony do kościoła św. Anny w Grabowie. Na wolnostojącej drewnianej dzwonnicy koło kościoła zawieszony jest dzwon z 1904 roku. Teren kościoła otacza dawny cmentarz z kamiennym murem. Po II wojnie światowej został od zdewastowany, obecnie urządzone jest w nim lapidarium z dawnych nagrobków.

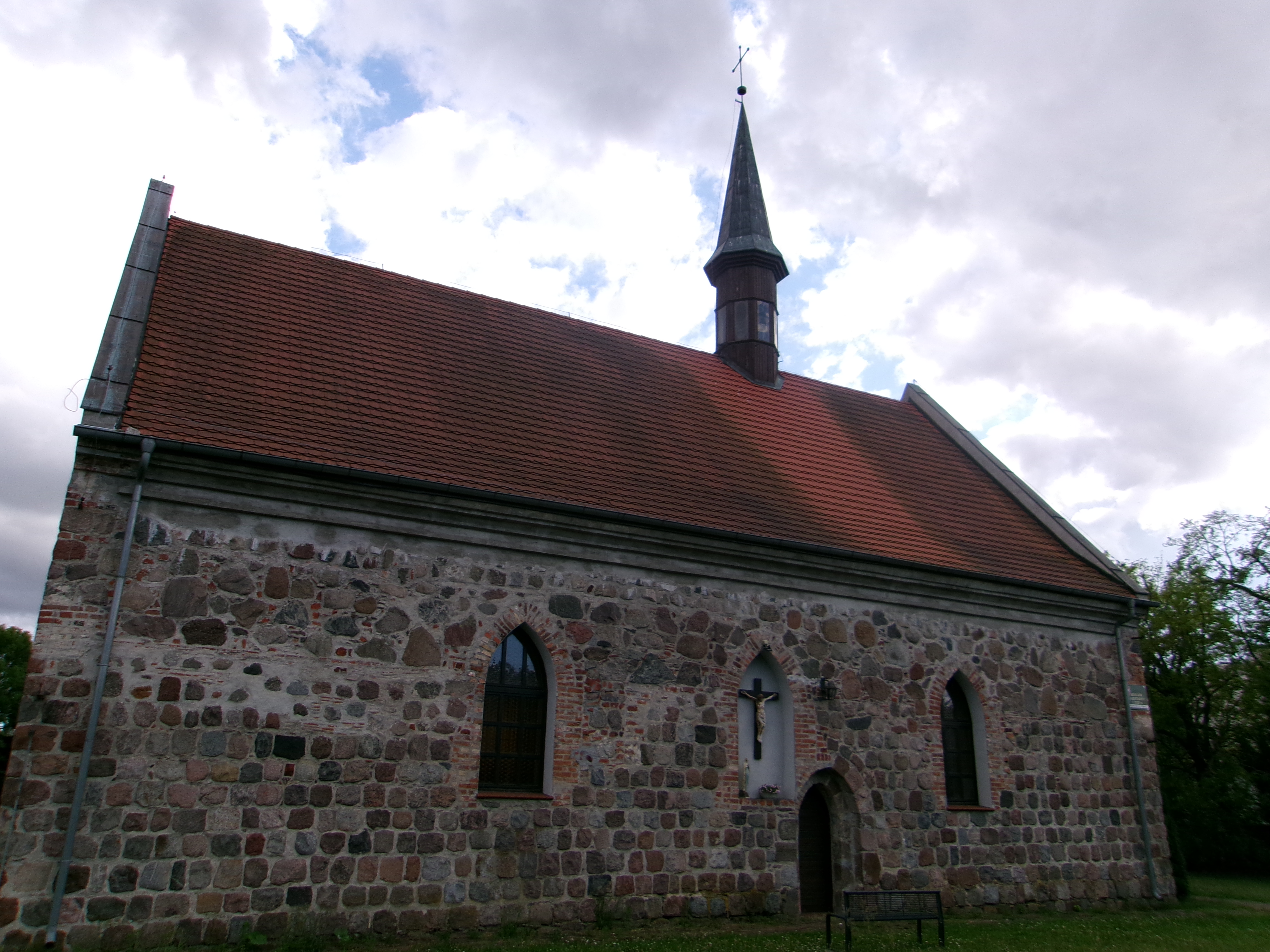
Elewacja północna
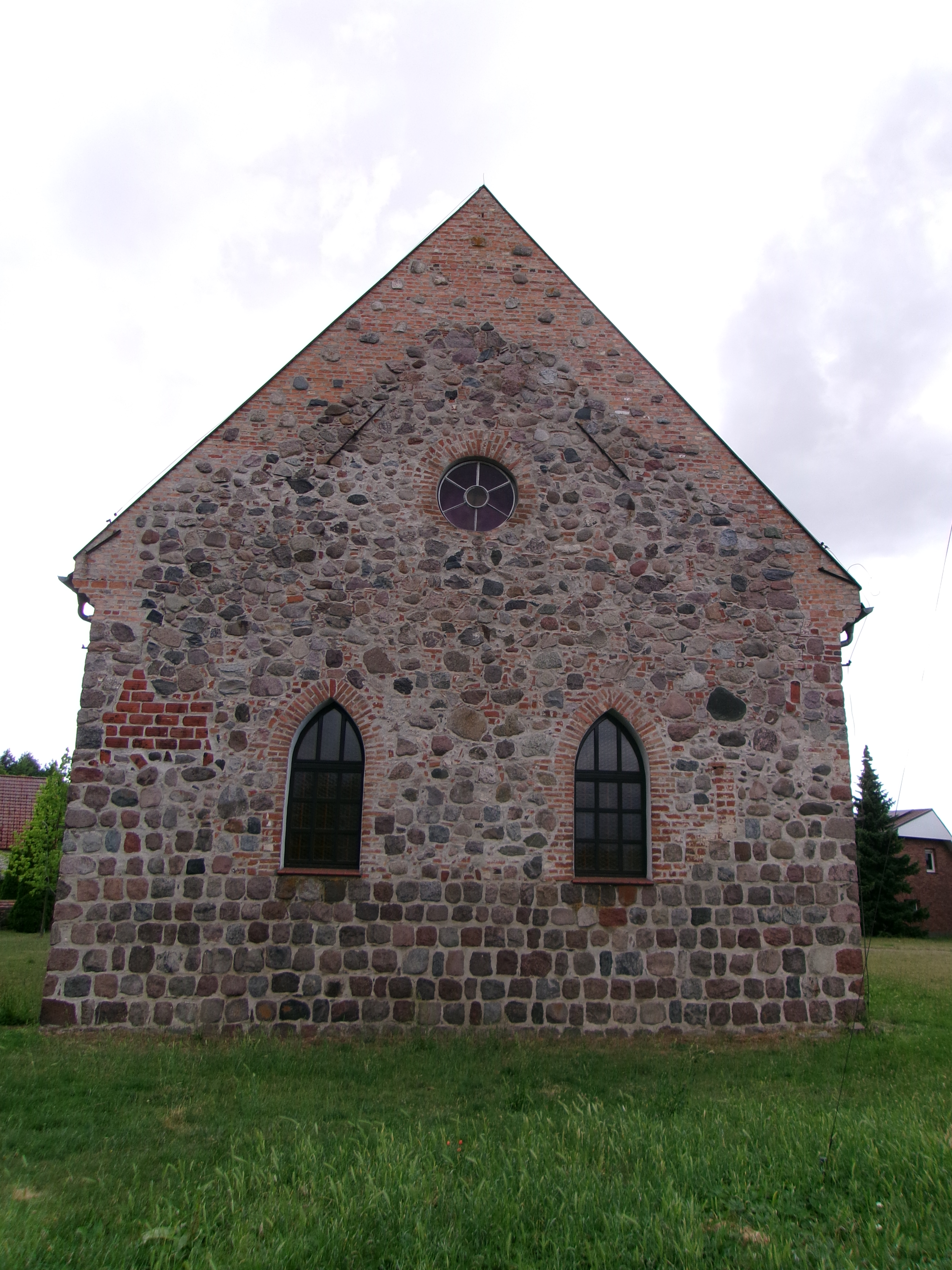
Elewacja wschodnia
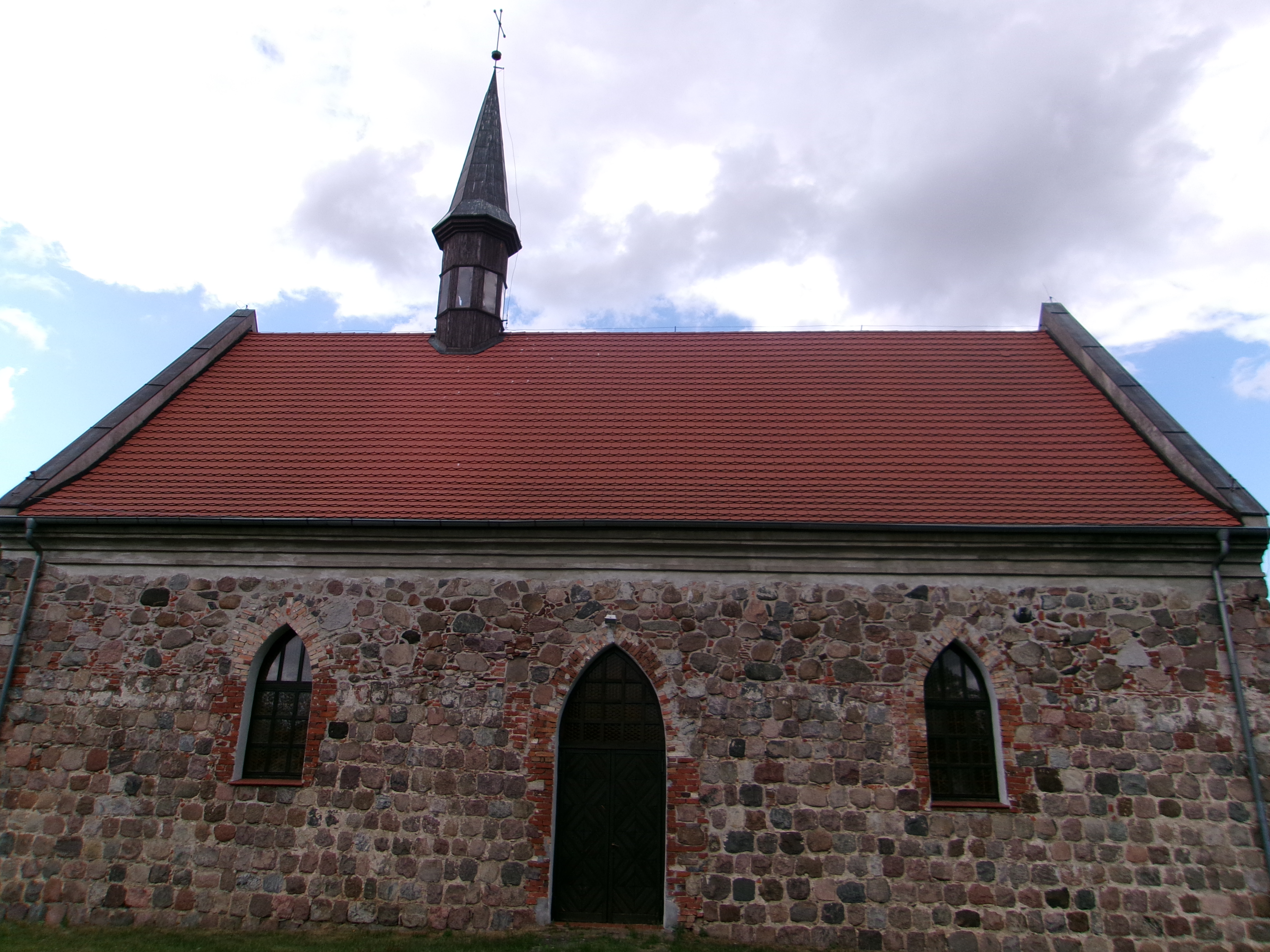
Elewacja południowa
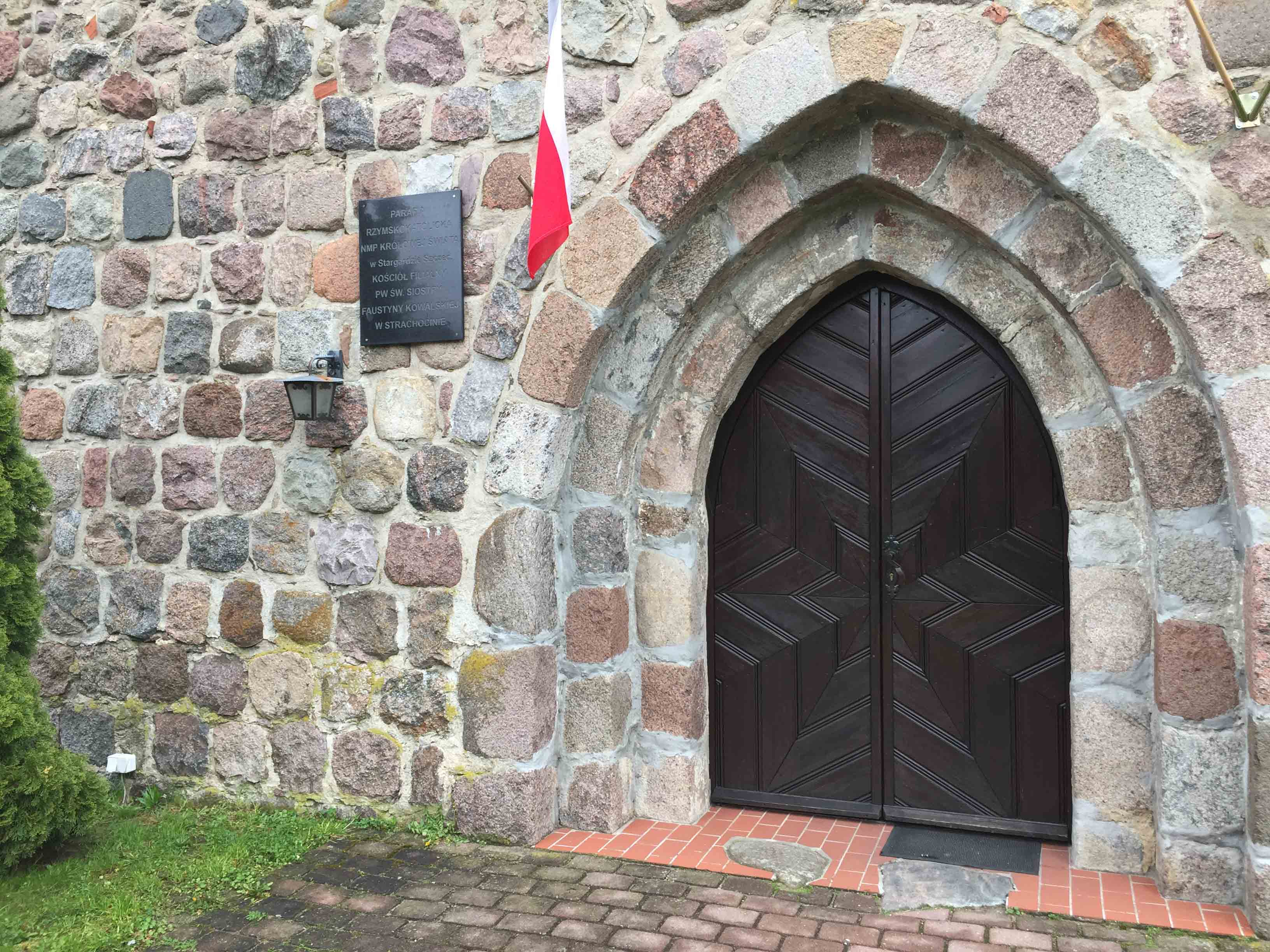
Portal w elewacji zachodniej